# Igor Kołodinski
Igor Gieorgijewicz Kołodinski (ur. 7 lipca 1983 w Magdeburgu) – rosyjski siatkarz, grający na pozycji rozgrywającego.

## Przebieg kariery
| Lata                      | Klub                 |
| ------------------------- | -------------------- |
| 2002–2006                 | Lokomotiw Biełgorod  |
| 2008–2009                 | Dinamo Krasnodar     |
| 2009–2010                 | Gazprom-Jugra Surgut |
| 2010–2012 (od 11.12.2010) | Lokomotiw Biełgorod  |
| 2012–2013                 | Zenit Kazań          |
| 2013–2014                 | Dinamo Moskwa        |
| 2014–2020                 | Fakieł Nowy Urengoj  |
| 2020–2021                 | Biełogorje Biełgorod |
| 2021–                     | Zenit Petersburg     |

## Sukcesy klubowe
Liga Mistrzów:
- 2003, 2004
- 2005, 2006, 2013

Mistrzostwo Rosji:
- 2003, 2004, 2005
- 2006
- 2011, 2013, 2019

Puchar Rosji:
- 2003, 2005

Superpuchar Rosji:
- 2012

Puchar Challenge:
- 2017
- 2016

Klubowe Mistrzostwa Świata:
- 2018

## Siatkówka plażowa
World Tour:
- Petersburg
- Roseto degli Abruzzi, Zagrzeb, Marsylia

Mistrzostwa Świata w Siatkówce Plażowej:
- 2007

World Tour:
- Klagenfurt am Wörthersee
- Barcelona

Mistrzostwa Europy w Siatkówce Plażowej:
- 2008